# Seignosse
Seignosse (gaskonsko Senhòssa) je naselje in občina v francoskem departmaju Landes regije Akvitanije. Naselje je leta 2009 imelo 3.307 prebivalcev.

## Geografija
Kraj leži v pokrajini Gaskonji 31 km zahodno od Daxa. 5 km zahodno od kraja, na obali Biskajskega zaliva, se nahaja letovišče Seignosse Océan.

## Uprava
Občina Seignosse skupaj s sosednjimi občinami Angresse, Azur, Magescq, Messanges, Moliets-et-Maa, Saint-Geours-de-Maremne, Soorts-Hossegor, Soustons, Tosse in Vieux-Boucau-les-Bains sestavlja kanton Soustons s sedežem v Soustonsu. Kanton je sestavni del okrožja Dax.

## Zanimivosti
- cerkev sv. Andreja, Seignosse,
- cerkev sv. Terezije, Le-Penon,
- Seignosse Océan, plaže Penon, Bourdaines in Estagnots,
  - vodni park Atlantic Park, največji te vrste ob Biskajskem zalivu,
- jezero Étang Blanc.